# كاثرين لانغفورد
كاثرين لانغفورد (بالإنجليزية: Katherine Langford)‏ ممثلة أسترالية، ولدت في يوم 29 نيسان 1996 في برث  في أستراليا ومعروفة بدور هانا بيكر في مسلسل ثلاثة عشر سببا الذي تم عرضه للمرة الأولى على نتفليكس في 31 آذار 2017، والتي تلقت فيه ترشيحاً لجائزة غولدن غلوب لأفضل ممثلة. لديها أيضاً أدوار ثانوية في عدة أفلام مثل مع حبي، سيمون (2018) وأخرجوا السكاكين (2019).

## فيلموغرافيا
| العام     | العنوان                 | الدور             | ملاحظات                                     |
| --------- | ----------------------- | ----------------- | ------------------------------------------- |
| 2017–2018 | ثلاثة عشر سبباً          | هانا بيكر         | دور رئيسي (في الموسم 1–2)                   |
| 2018      | مع حبي، سيمون           | ليا بورك          |                                             |
| 2018      | الضالين                 | فيسنا             |                                             |
| 2018      | الدجاجة الآلية          | ستيفي (أداء صوتي) | ظهرت في حلقة: "No Wait, He Has a Cane"      |
| 2019      | المنتقمون: نهاية اللعبة | مورغان ستارك      | مشهد محذوف                                  |
| 2019      | أخرجوا السكاكين         | ميغ ثرومبي        |                                             |
| 2019      | روبول دراغ ريس          | نفسها             | ظهرت في الموسم 11 في الحلقة "Dragracadabra" |
| 2020      | ملعون                   | نيمو              |                                             |
| TBA       | تلقائياً                 | مارا كارليل       |                                             |

## وصلات خارجية
- كاثرين لانغفورد على موقع IMDb (الإنجليزية)
- كاثرين لانغفورد على موقع ميتاكريتيك (الإنجليزية)
- كاثرين لانغفورد على موقع روتن توميتوز (الإنجليزية)
- كاثرين لانغفورد على موقع ألو سيني (الفرنسية)
- كاثرين لانغفورد على موقع أول موفي (الإنجليزية)
- كاثرين لانغفورد على موقع قاعدة بيانات الفيلم (الإنجليزية)